# Арсіноя Македонська
Арсіноя Македонська (грецька: Ἀρσινόη; жила в 4 столітті до н. е.) була македонської знатною жінкою і матір’ю Птолемея (323 – 283 до н. е.), Фараона Єгипту.
Арсіноя належала до династії Аргеадів і спочатку була наложницею Філіпа II, царя Македонії, і кажуть, що Філіп віддав її Лагу, македонському аристократу з Еордеї, коли вона вже була вагітна Птолемейем I Сотером, але можливо, що це — пізніший міф, створений для прославлення династії Птолемеїв.
За іншою версією, Арсіноя була донькою Мелеагра, який був двоюрідним братом царя Амінти III і сином Балакра, сина Амінти, сина Александра I Македонського. Сучасні дослідження дійшли до висновку, що останнє твердження є набагато більш обґрунтованим, ніж Філіп II як батько Птолемея, яке зараз відкидається як міф.    